# Сент-Джозеф (остров)
Сент-Джозеф (англ. Saint Joseph Island) — остров на озере Гурон в Северной Америке площадью 370 км². Самый западный остров архипелага Манитулин, лежит примерно в 30 км к юго-востоку от Су-Сент-Мари в устье северного рукава реки Сент-Мэрис, текущей в Гурон из Верхнего озера (канал Сент-Джозеф). С 1972 года соединён с материком мостом через канал Сент-Джозеф. Административно относится к округу Алгома (Канада). Население в основном распределено по 4 населённым пунктам — посёлкам Сент-Джозеф, Хилтон и Жослен и деревне Хилтон-Бич.

## География
Площадь острова 370 км². Самый западный остров в островной цепи Манитулин, крайняя западная точка Ниагарского уступа на территории Канады. Расположен примерно в 30 км к юго-востоку от Су-Сент-Мари, близ места впадения северного рукава реки Сент-Мэрис в озеро Гурон. По этому рукаву, известному также как канал Сент-Джозеф, проходит основной маршрут навигации между озёрами Гурон и Верхнее.
С 1972 года остров соединён мостом через канал Сент-Джозеф с материком. С Су-Сент-Мари его связывают шоссе 17 и 548. На острове 4 основных населённых пункта — посёлки Сент-Джозеф, Хилтон и Жослен и деревня Хилтон-Бич. Входит в административные границы округа Алгома.

### Населённые пункты
| Населённый пункт | Оригинальное название | Население (2021) |
| ---------------- | --------------------- | ---------------- |
| Жослен           | Jocelyn               | 314              |
| Сент-Джозеф      | St. Joseph            | 1426             |
| Хилтон           | Hilton                | 382              |
| Хилтон-Бич       | Hilton Beach          | 198              |

## История

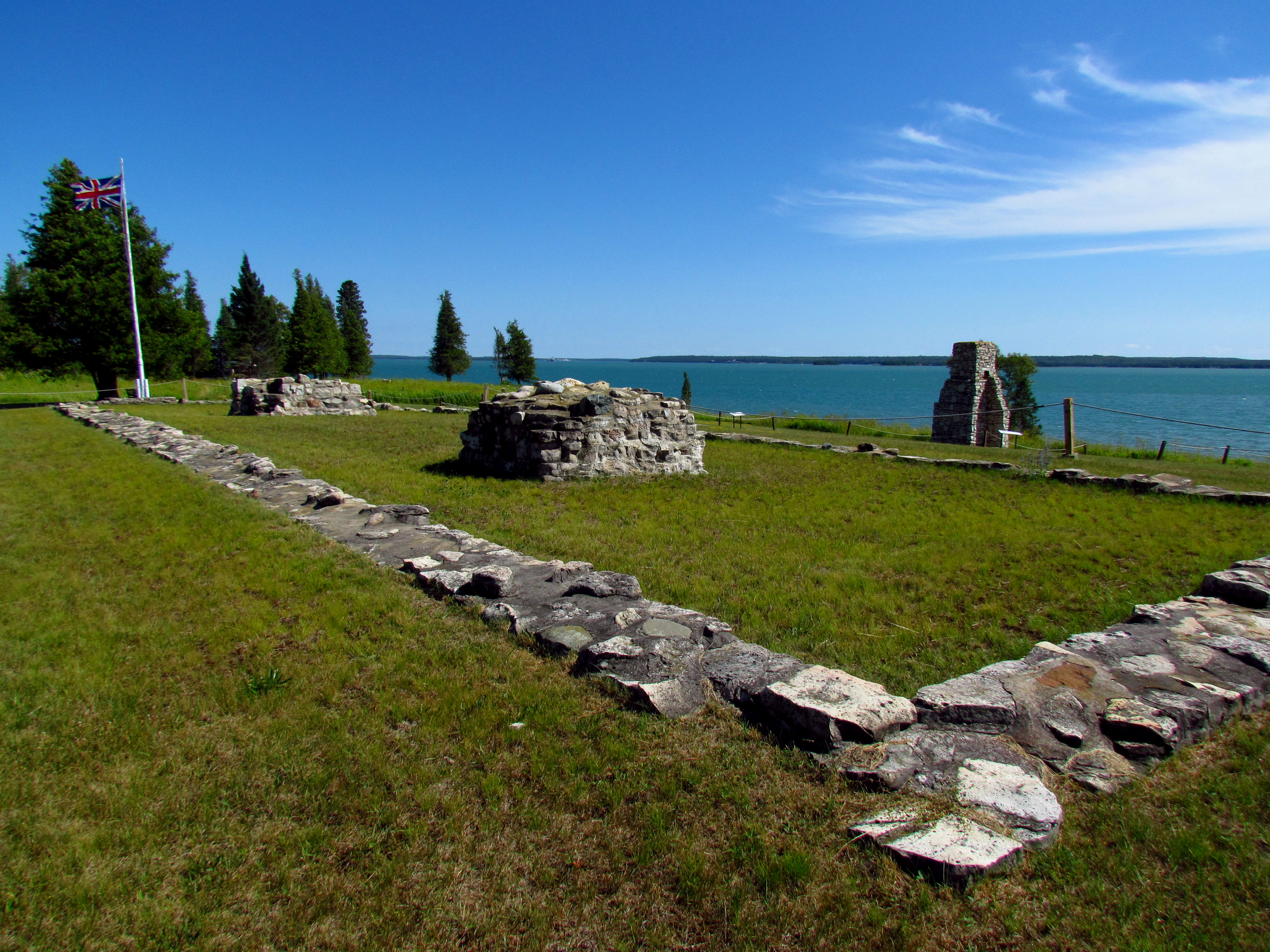
Остатки блокгауза форта Сент-Джозеф

На языке чиппева остров носил название Анипиш (фр. Anipich или Пайентанассен (Payentanassin, последнее название связано с растущими на нём деревьями твёрдых пород). Под названием «Анипиш» он обозначен на карте 1670 года, составленной землепроходцем-сульпицианцем Рене Бреаном де Галине по наблюдениям в ходе его путешествия с Франсуа Долье де Кассоном. Название «Сен-Жозеф» (фр. St Joseph) появляется на карте 1744 года и, вероятно, дано иезуитами.
В 1797 году британцы, к этому времени контролировавшие северное побережье Великих озёр, построили на острове форт Сент-Джозеф, ставший самым западным на тот момент укреплением Верхней Канады. Форт стал местом контактов торговцев-европейцев с коренными народами. Разрушен в ходе англо-американской войны 1812—1815 годов. Руины форта носят статус национальной исторической достопримечательности Канады.
В XIX веке началось освоение острова под нужды сельского хозяйства. Сент-Джозеф известен как центр производства кленового сиропа (на острове производится примерно 18 % этого продукта в Онтарио) и привлекает туристов. Помимо руин форта Сент-Джозеф на острове действует историческая деревня-музей, экспозиция которой охватывает период со времён мехоторговли по середину XX века.